# Pozsonypüspöki vasútállomás
Pozsonypüspöki vasútállomás (németül: Bischdorf Bahnhof, franciául: Gare de Podunajské Biskupice, angolul: Podunajské Biskupice railway station, csehül: Železniční stanice Podunajské Biskupice, szlovákul: Železničná stanica Podunajské Biskupice (vagy régebben: Biskupice pri Dunaji)) Pozsony Pozsonypüspöki városrészének vasútállomása, melyet a Železnice Slovenskej republiky (ŽSR) üzemeltet.

## Vasútvonalak
Az állomást az alábbi vasútvonalak érintik:
- Pozsony–Komárom-vasútvonal

## Kapcsolódó állomások
A vasútállomáshoz az alábbi állomások vannak legközelebb:
- Pozsony-Vereknye
- Csölle